# Club Deportivo Aragua
El Club Deportivo Aragua es un club venezolano de Waterpolo de Aragua. Es uno de los equipo fundador de la Liga Nacional de Polo Acuático en su edición 2011.
Este equipo tiene como mascota a dos delfines que están en lo más alto de su escudo que también tiene los colores tradicionales del estado que son el amarillo y rojo tal cual como lo usan el equipo de fútbol de primera división Aragua F. C..
Para la edición 2013 de la Liga de Polo Acuático, deciden no participar por falta de presupuesto.

## Plantilla
|  | Venezuela | 1 Gustavo Ruiz              | Portero  |
|  | Venezuela | 2 Yogly Oropeza             | Portero  |
|  | Venezuela | 3 Argenis Gadea             | Boya     |
|  | Venezuela | 4 Francisco Pérez           | Defensa  |
|  | Venezuela | 5 Juan Tejada               | Defensa  |
|  | Venezuela | 6 Juan Rodríguez            | Defensa  |
|  | Venezuela | 7 Joaquin Lopez             | Boya     |
|  | Venezuela | 8 Moisés Perez              | Boya     |
|  | Venezuela | 9 Edgar Contreras (la Bola) | Atacante |
|  | Venezuela | 10 Andres Fasoli            | Atacante |
|  | Venezuela | 11 Juan Guerra              | Atacante |
|  | Venezuela | 12 Jesús Balza              | Atacante |
|  | Venezuela | 13 Adolfo Borrero           | Atacante |
|  | Venezuela | 14 Sandy Montiel            | Defensa  |
|  | Venezuela | 15 Henry Boscarino          | Atacante |
|  | Venezuela | 16 Johan Duarte             | Atacante |
|  | Venezuela | 17 Gustavo Conteras         | Atacante |

- Entrenador:   Eduardo Torres